# Вернерссон, Томас
Томас Эрик Ивар Вернерссон (швед. Thomas Eric Ivar Wernersson; род. 15 июня 1955, Несшё, Йёнчёпинг) — бывший шведский футболист, вратарь известный по выступлениям за клуб «Гётеборг» и сборную Швеции.

## Клубная карьера
Вернерссон начал карьеру в клубе «Отвидаберг». В 1975 году он дебютировал за основной состав в Алсвенскан лиге. В 1076 году клуб вылетел в Суперэттан, но игрок остался в команде и спустя год помог вернуться в элиту через год. В 1979 году Томас помог «Отвидабергу» выйти в финал Кубка Швеции. В 1980 году Вернерссон перешёл в «Гётеборг». В 1981 году в матче против «Сундсвалля» он дебютировал за новую команду. В 1982 в Томас принял участие во всех матчах розыгрыша Кубка УЕФА и помог клубу выиграть трофей. В розыгрыше Лиги чемпионов 1985/1986 Вернерссон помог «Гётеборгу» выйти в полуфинал, где он уступил испанской «Барселоне». В 1987 году Томас во второй раз помог клубу выиграть Кубок УЕФА. В составе «Гётеборга» Стиг четыре раза выиграл чемпионат и дважды стал обладателем Кубка Швеции. В 1987 году игрок завершил карьеру.

## Международная карьера
23 октября 1979 года в отборочном матче чемпионата Европы 1980 против сборной Люксембурга Вернерссон дебютировал за сборную Швеции.

## Достижения
Клубные
 «Гётеборг»
- Победитель Аллсенскан-лиги (4): 1982, 1983, 1984, 1987
- Обладатель Кубка Швеции (2): 1981/82, 1982/83
- Обладатель Кубка УЕФА (2): 1982, 1987